# Aldo Cavalli
 Aldo Cavalli  (Maggianico di Lecco, LC, Llombardia, 16 d'octubre de 1946) és un religiós italià, arquebisbe titular de Vibo, és actualment el nunci apostòlic (ambaixador de la Santa Seu) als Països Baixos.

## Formació
Va cursar els estudis al Seminari menor de Bèrgam, i els de Teologia al Seminari Pontifici Romà Major.
Va ser ordenat sacerdot a Bèrgam el 18 de març de 1971. Des de 1971 a 1975 va desenvolupar la seva activitat pastoral com a Professor de Lletres al Seminari menor de Bèrgam, freqüentant al mateix temps la facultat de ciències polítiques i socials de la Universitat Catòlica del Sagrat Cor de Milà.
En 1975 va ser enviat pel Bisbe a l'Acadèmia Pontifícia Eclesiàstica, on va romandre durant quatre anys fins a 1979. És Llicenciat en teologia i Dret canònic i graduat en ciències polítiques i socials.

## Activitat diplomàtica
En 1979 va ser enviat a la nunciatura apostòlica a Burundi, com a Secretari d'aquesta mateixa nunciatura. Va romandre a Burundi durant quatre anys i el 1983 va ser cridat a col·laborar en la Secretaria d'Estat de la Santa Seu.
Va exercir la seva labor en la Ciutat del Vaticà fins a 1996, quan papa Joan Pau II el va nomenar nunci apostòlic a Angola i São Tomé i Príncipe. Va rebre l'ordenació episcopal en la catedral de Bèrgam el 26 d'agost de 1996 de mans del Cardenal Angelo Sodano, Secretari d'Estat.
Va romandre en el càrrec de Representant de Papa a Angola i São Tomé i Príncipe fins al 26 de juny de 2001, quan el Papa elo va nomenar nunci apostòlic a Xile. El 29 d'octubre de 2007 és nomenat nunci apostòlic per Benet XVI a Colòmbia.
Va ser Designat el 16 de febrer de 2013 com a Nunci apostòlic a Malta pel papa Benet XVI. El 21 de març de 2015, el Papa Francesc el va designar com a nou Nunci Apostòlic als Països Baixos, deixant la nunciatura de Malta i Líbia en seu vacant.